# Patrick Lachman
Patrick Lachman (Portland, Oregón, 31 de marzo de 1970) es un cantante y guitarrista estadounidense. En 2001 fue contratado como guitarrista de la banda Halford, proyecto liderado por el cantante Rob Halford de Judas Priest. El mismo año hizo parte del proyecto Diesel Machine junto al baterista Shane Gaalaas, publicando un álbum titulado Torture Test. En 2004 grabó el álbum New Found Power con la banda de groove metal de Texas Damageplan. Como músico de sesión ha tomado parte en la grabación de varios álbumes tributo a bandas como Iron Maiden, Metallica, Pantera y Ministry, además de aportar una canción con Damageplan para la banda sonora de la película The Punisher en 2004.

## Discografía

### Halford
- Resurrection (2000)
- Live Insurrection (2001)
- Crucible (2002)
- Fourging The Furnace EP (2003)
- Metal God Essentials, Vol. 1 (2006)
- Halford: Live At Rock In Rio III DVD (2008)

### Diesel Machine
- Torture Test (2001)

### Damageplan
- New Found Power (2004)

### The Mercy Clinic
- The Mercy Clinic (2005)